# Philoscia sacchari
Philoscia sacchari is een pissebed uit de familie Philosciidae. De wetenschappelijke naam van de soort is voor het eerst geldig gepubliceerd in 1967 door David.